# 1, 2, 3!
"1, 2, 3!" (hangul: 셋 셀테니) é uma canção do cantor sul-coreano Seungri, lançada em 20 de julho de 2018 pela YG Entertainment, servindo como o single principal de seu primeiro álbum de estúdio coreano The Great Seungri (2018). Foi composta pelo próprio em conjunto com Teddy Park e co-produzida por ambos juntamente com Seo Won Jin e 24.  

## Antecedentes e composição
Para a produção de seu primeiro álbum de estúdio coreano, Seungri trabalhou pela primeira vez com o produtor Teddy Park, que manifestou o desejo de criar canções "possíveis porque é Seungri" e dessa forma, produzir um material contendo uma energia alegre. Inicialmente, "1, 2, 3!" foi planejada para ser gravada pelo grupo feminino Black Pink, entretanto, durante sua produção, constatou-se que a mesma soaria melhor em uma voz masculina e por consequência foi apresentada a Seungri, que considerou-a adequada para si e decidiu trabalhar em sua produção. Ele explicou sobre a escolha dizendo: "Ela foi feita para ser uma canção realmente pesada e impressionante, mas eu coloquei meu próprio toque brilhante nela". Em 5 de julho de 2018, a canção foi anunciada como a faixa título do álbum.
Descrita liricamente como "uma canção que expressa a autoconfiança de um homem", "1, 2, 3!" é uma canção de pop-rock com duração de três minutos e vinte e cinco segundos (3:25). Musicalmente, Seungri afirma sobre o gênero que: "Eu não sei se havia algum artista solo masculino, que cantasse e dançasse nesse estilo de música. Posso dizer com segurança que sou o primeiro no K-pop". "1, 2, 3!" contém uma batida com palmas ascendentes e riffs de guitarra, descritos por Tamar Herman da Billboard como animados e que dirigem a melodia. Ela refere a canção como uma tentativa de Seungri de fascinar o ouvinte com sagacidade e humor, onde ele canta no refrão a frase "Eu irei contar até três" em meio ao coro titular: "então venha diretamente para mim".
Uma versão em língua japonesa da canção foi incluída na versão japonesa do álbum The Great Seungri, lançado em formato físico em 5 de setembro de 2018.

## Vídeo musical
Dirigido por Han Sa-min, o vídeo musical de "1, 2, 3!" foi inspirado em filmes musicais como Saturday Night Fever (1977) e Grease (1978), ambos protagonizados pelo ator estadunidense John Travolta. Além disso, contém elementos de referência aos anos cinquenta, que incluem além de figurinos e penteados, a presença de aparelhos jukeboxes, jogos de arcade e carros antigos em suas cenas, que foram gravadas inteiramente em uma única tomada. A produção inicia-se com Seungri observando uma mulher bonita, interpretada pela cantora Anda, a seguir, ele é visto tentando conquistar sua atenção, sendo incentivado por seu grupo de amigos e dançarinos. Durante o vídeo musical, ele canta e dança enquanto se movimenta por diversos cenários, em suas cenas finais, depois de dançar com ela, uma reviravolta revela que tudo está apenas em sua cabeça.
Em 23 de julho, um vídeo de Seungri executando a coreografia da canção foi lançado e mais tarde em 7 de agosto, uma versão do vídeo musical em língua japonesa e essencialmente igual a produção coreana, foi divulgada pela YG Entertainment como parte das promoções japonesas do álbum The Great Seungri. 

## Desempenho nas paradas musicais
"1, 2, 3!" estreou na Coreia do Sul com apenas um dia na parada semanal vigente da Gaon e posicionou-se em número 77 na Gaon Digital Chart e de dezoito na Gaon Download Chart. Na semana seguinte, subiu para a posição de número dezesseis na Gaon Digital Chart, para seu pico de número oito na Gaon Download Chart e fez sua estreia na Gaon Streaming Chart atingindo a posição de número vinte. Em sua terceira semana, "1, 2, 3!" mudou-se para o número treze na Gaon Digital Chart e em sua quarta semana, obteve seu pico de número dezesseis na Gaon Streaming Chart. Adicionalmente, a canção estreou em 81 na Billboard K-pop Hot 100, atingindo seu pico em sua terceira semana na referida parada, com a posição de número doze.

### Posições
| Paradas (2018)                                 | Melhor posição |
| ---------------------------------------------- | -------------- |
| Coreia do Sul (Gaon Weekly Digital Chart)      | 13             |
| Coreia do Sul (Gaon Yearly Digital Chart)      | 93             |
| Coreia do Sul (Gaon Weekly Download Chart)     | 8              |
| Coreia do Sul (Gaon Weekly Streaming Chart)    | 16             |
| Coreia do Sul (Billboard K-pop Hot 100)        | 12             |
| Estados Unidos (Billboard World Digital Songs) | 11             |